# Казањски кремљ
Казањски кремљ (рус. Казанский кремль, тат. Казан кирмәне) је руски кремљ (градска цитадела) и историјско утврђено средиште Татарстана у граду Казању. Изградио га је Иван IV Грозни на месту срушене тврђаве казањских канова у 16. веку. Њене изванредне грађевине изграђене од 16. до 19. века, су интегрисале старије грађевине изграђене од 10. до 16. века. Због тога је 2000. године Казањски кремљ уписан на УНЕСКО-в Списак места Светске баштине у Европи као једина преживела татарска тврђава у Русији, али и важно ходочасничко место православаца. 

## Историја
Брдо на ком се налази кремљ је било место утврђеног трговишта које је било окружено јарком и насипима, али и палисадама још од 10. века. Волшки Бугари су у 12. веку на овом месту подигли камену тврђаву, а насеље око ње претворили у своју пограничну северну испоставу. Након што су га уништили Монголи, казањски канови Златне хорде су ту подигли своју престоницу. До 15. века Казањ је постао муслиманска Бугарска кнежевина с административном, војном и трговачком самосталношћу.
Иван IV Грозни је освојио казањску тврђаву 1552. године и претворио је у хришћанско средиште целе Волшке области изградивши Кремљ. Фортификације су изграђене од опеке и камена у неколико етапа. Од 1552—62. године, мајстори из Пскова су под водством Постника Јаковљева и Ивана Ширјаја дословно обновили раније татарске тврђаве које су имале 13 торњева. Тада је изграђена и највећа грађевина у кремљу, катедрала Вознесења (1561—1562), као део манастира Преображења Господњег који је постао средиште православне управе целе области. Манастир је био средиште мисионарске делатности и маузолеј верских великана, племства и цењених грађана Казања.
Следећу урбанистичку обнову извршила је Катарина II Велика 1768. године, Зграда топовског арсенала, изграђена је на месту канске стражарнице, преуређена је тако да следи велику главну улицу града. Топовница је била једно од највећих руских градилишта од 1825—1837, према плану инжењера Бетанкурта.
Год. 1815. обновљен је рефекторијум цркве Светог Николе у манастиру и изграђена је Дворска црква која је 1852. године преуређена у цркву Светога Духа. Године 1829, изграђен је дом митрополита, а од 1845—1848. Гувернерова палата због чега је срушено неколико изворних татарских торњева. Тада су обновљена и прочеља комплекса јавних зграда, од којих је Стражарска кућа, која се налази на југоисточном делу кремља, еволуирала у управно средиште. Кадетска школа, коју чине две зграде и бивше бараке, је изграђена на месту некадашње џамије, а школа јахања је подигнута 1880-их.
1920-их совјетске власти су срушиле манастирску катедралу (1595—1601) и цркву Светог Николе Кипранина (1560-их), а 1930-их западни трем са звоником и куполе катедрале Вознесења.
Дана 24. јуна 2005. године отворена је обновљена џамија Колшариф, највећа европска џамија. Она је обновљена споразумом из 1995. којим је договрена и обнова катедрале Вознесења којој је у јулу исте године враћена најсветија слика Казаљска Богородица коју је вратио папа Јован Павле II, нешто пре своје смрти.

## Одлике
Казањски кремљ укључује многе најстарије грађевине попут катедрале Вознесења (1554—1562), једине руске цркве на шест стубова с пет купола и три апсиде и две капеле повезане тремом.
Господов торањ је био део бившег манастирског комплекса. Торањ Сојембика (58 м) из времена Петра Великог је симбол града, а његово име потиче од имена супруге два последња татарска кана.
Гувернерова (Председничка) палата из 19. века следи план храма Христа Спаситеља из Московског кремља (Константин Тон). Чини је зграда с два спрата од опеке и ниски полукружни ходник. Симетрична прочеља имају одлике руског неокласицизма који се може пронаћи и у уређењу ентеријера.
Прочеља управних зграда имају ретке украсе, велике прозоре и ниски коси кров који је детаљно обновљен 1998. године.
- Џамија Колшариф
- Торањ Сојембинка
- Катедрала Вознесења
- Дворска црква

- Преображење торањ
- Тајницка торањ
- Консисторска торањ
- Ju-З торањ
- Ju-В торањ

- Spasskaya торањ
- Гувернерова (Ппредседничка) палата
- Консисторска палата
- Пушечна палата
- Пушечна куча
- Зид
- Кан руины